# Pancheria confusa
Pancheria confusa är en tvåhjärtbladig växtart som beskrevs av André Guillaumin. Pancheria confusa ingår i släktet Pancheria och familjen Cunoniaceae. Inga underarter finns listade i Catalogue of Life.